# Benica
Benica este o localitate din comuna Lendava, Slovenia, cu o populație de 75 de locuitori.